# 브리톤 언덕

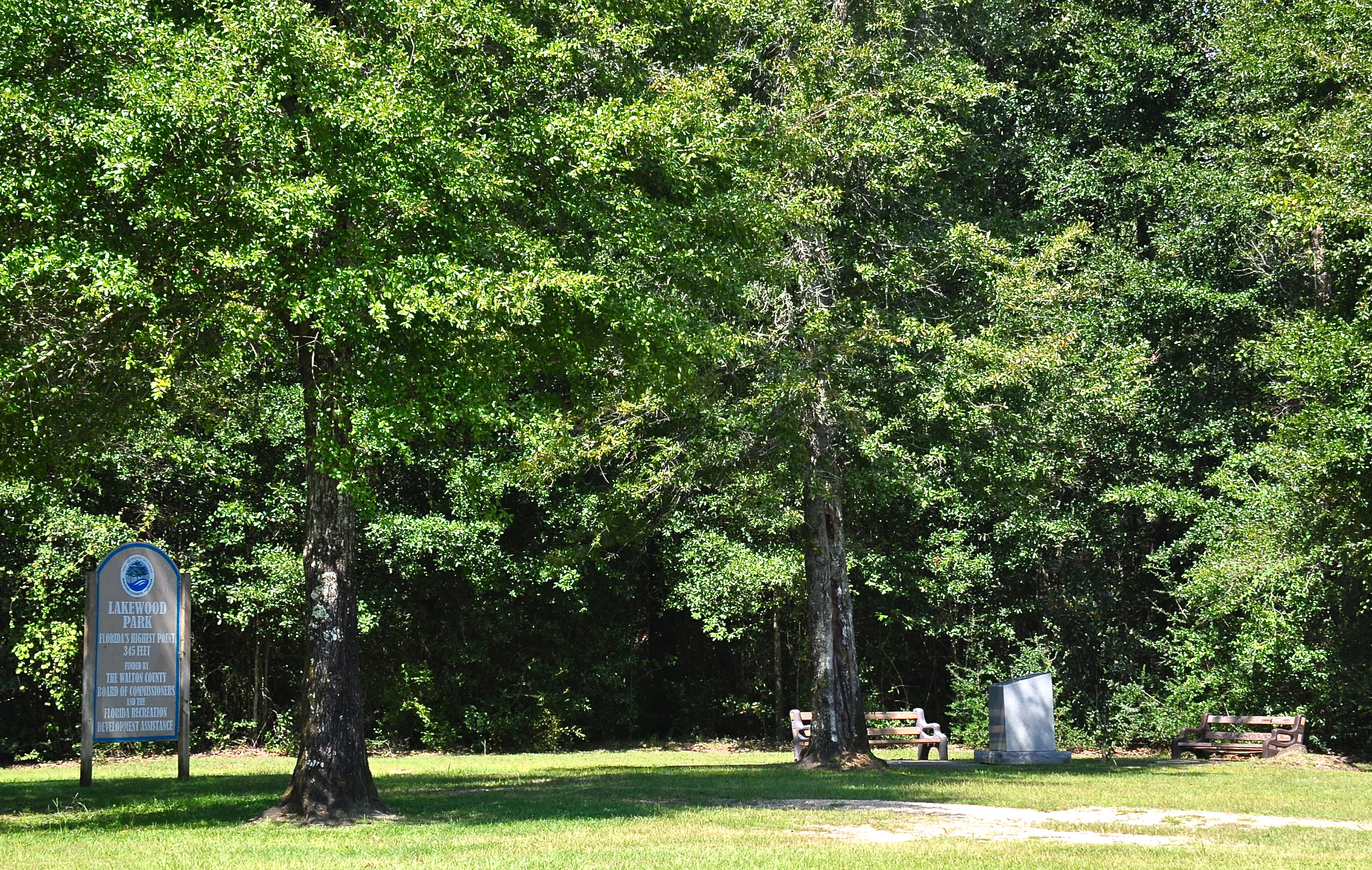
브리톤 언덕 정상

브리톤 언덕의 위치

브리톤 언덕(Britton Hill)은 미국 플로리다주에서 가장 높은 자연 지점으로, 평균 해발 345피트(105미터)의 정상 고도를 자랑한다. 브리튼 언덕은 미국에서 가장 낮은 주 최고 지점으로, 다음으로 낮은 최고 지점인 델라웨어의 에브라이트 아지무스(Ebright Azimuth)보다 103피트(31m) 낮고 마이애미, 잭슨빌, 탬파, 올랜도의 많은 고층 빌딩보다 훨씬 낮다. 마이애미의 파노라마 타워는 평균 해발 262m(861피트)에 이른다.
이 언덕은 앨라배마주 플로랄라에서 남동쪽으로 약 3km(2마일) 떨어진 카운티 로드 285 바로 옆, 플로리다주 레이크우드 타운 근처 월튼 카운티 북부에 위치하고 있다. 최고점을 표시하는 레이크우드 공원 내부에 기념비, 산책로, 안내판이 마련되어 있다.